# هرمان کروسنبرگ
هرمان کروسنبرگ (استونیایی: Herman Kruusenberg; ۲۳ ژوئیهٔ ۱۸۹۸ – ۵ ژوئن ۱۹۷۰) کشتی‌گیر اهل استونی بود.
وی در مسابقات کشتی فرنگی نیمه سنگین‌وزن بازی‌های المپیک تابستانی ۱۹۲۰ شرکت کرده بود.